# Stara Wieś (Siennica)
Stara Wieś (dawn. Starawieś) – dawniej wieś w Polsce, od 2009 w granicach  Siennicy w województwie mazowieckim, w powiecie mińskim, w gminie Siennica.
Leży w południowej części Siennicy.
W latach 1867–1954 w gminie Siennica w powiecie (nowo)mińskim. 20 października 1933 w woj. warszawskim utworzono gromadę Starawieś granicach gminy Siennica, składającą się z wsi Starawieś, folwarku Siennica, kolonii Józefin i kolonii Andrzejówka.
Podczas II wojny światowej w Generalnym Gubernatorstwie, w dystrykcie warszawskim. W 1943 gromada Starawieś liczyła 360 mieszkańców.
W związku z reorganizacją administracji wiejskiej jesienią 1954, Starawieś weszła w skład nowej gromady Siennica.
Od 1 stycznia 1973 ponownie w gminie Siennica (powiat miński). W latach 1975–1998 miejscowość należała administracyjnie do województwa siedleckiego.
1 stycznia 2009 włączona do wsi (od 2024 miasta) Siennica.